# وانگرووگه
وانگرووگه (به آلمانی: Wangerooge) یک شهر در آلمان است که در فریسلاند واقع شده‌است. وانگرووگه ۹۸۵ نفر جمعیت دارد.